# 5961 Watt
5961 Watt este un asteroid din centura principală de asteroizi.

## Descriere
5961 Watt este un asteroid din centura principală de asteroizi. A fost descoperit pe 30 decembrie 1989 la Siding Spring de Robert H. McNaught. Asteroidul prezintă o orbită caracterizată de o semiaxă mare de 2,40 ua, o excentricitate de 0,14 și o înclinație de 1,6° în raport cu ecliptica.